# チック・タックのフライマン
『チック・タックのフライマン』（英語名:Mr.Terrific）は、日本テレビ系列局ほかで放送されていたテレビドラマである。花王石鹸（現・花王）の一社提供。日本テレビ系列局では1967年4月7日から同年7月28日まで、毎週金曜 19:30 - 20:00 （日本標準時）に放送。

## 概要
1967年にNBCで制作された同作のテレビシリーズのリバイバルにアレンジしたものを一新し、晴乃チック・タックが吹き替えを担当。この後、チック・タックは後番組の花王提供番組『レ・ガールズ』にも初回のゲストとして引き続き出演する。
番組はわずか3か月で終了、この時間帯に金曜19時30分枠のドラマが放送されるのは『Wパパにオマケの子?!』（出演：中村雅俊、片岡鶴太郎、伊藤美紀）まで、20年の間中断する運びとなる。

## ネット局
特筆の無い限り全て同時ネット。
- 日本テレビ（制作局）
- 札幌テレビ[1]
- 新潟放送[2]
- 北日本放送[2]
- 北陸放送[2]
- 福井放送[2]
- 名古屋テレビ[3]